# 文天祥反攻江西之战
文天祥反攻江西之战，1276年（宋端宗景炎元年、元世祖至元十三年）至1278年（宋帝赵昺祥兴元年、元世祖至元十五年），宋元战争中，西川行院军攻下南宋文天祥率军进攻江西抗击元军的作战。
1276年二月，南宋朝廷临安府（今浙江省杭州市）降元朝。五月，陈宜中、张世杰、陆秀夫、文天祥等在福州拥立赵昰继帝位，是为宋端宗。陈宜中任左丞相兼枢密使、都督诸路军马；张世杰任枢密副使；陆秀夫任签书枢密院事，文天祥任右丞相兼知枢密院。
文天祥提出至温州组织水军，由海道收复两浙的对策，为陈宜中所阻。七月，文天祥以枢密使、同都督，于南剑州（今福建省南平市）开府，募兵抗元。转至汀州（今福建省长汀县）。文天祥派督谋赵时赏、咨议赵孟溁率军取宁都，参赞吳浚取雩都（今江西省于都县），刘洙、萧明哲、陈子敬等自江西起兵来会，声威大振。十一月，南剑州降元，陈宜中、张世杰等奉宋端宗往海上，元军长驱入福建，文天祥移屯漳州，进攻江西之军也相继退出。1277年三月，文天祥率军收复梅州，整训军队。五月，文天祥亲率大军进攻江西。六月，在雩都大捷，于兴国县开府。率兵数万的江西安抚副使邹沨至兴国与文天祥相会，抚州隐居家中的何时也率兵进入崇仁反正，以应同都督。文天祥的两个妹夫孙栗、彭震龙也以龙泉（今江西省遂川县）、永新，至兴国会合文天祥。分宁（今江西省修水县）、武宁（今江西省武宁县）、建昌（今江西省永修县西北）三县豪杰皆表示听从节制。
文天祥分兵三路进攻。以督谋张汴，监军赵时赏、赵孟溁率兵数万攻赣州；安抚使邹沨率州县兵攻永丰县、吉水县；招抚副使黎贵达率吉州诸县兵攻太和（今江西省泰和县）。七月，文天祥所部收复赣州九县，吉州八县复其半，军勢大振。宝庆府（今湖南省邵阳市）的张虎、司空山（今安徽省太湖县北）的张德兴、傅高等，起义响应。元军为进讨文天祥以塔出为右丞，麦术丁为左丞、李恒等为参知政事，于江西隆兴府（今江西省南昌市）设行中书省。八月，李恒派军援救赣州，以铁骑冲击围城的赵时赏、赵孟溁军，宋朝军败，赵孟溁退保雩都。同时，李恒亲率兵偷袭同都督府，文天祥没想到李恒猝至，仓皇北撤，想要和永丰的邹沨会合。不料邹沨军先溃败，文天祥退至方石龄（今江西省吉安市东南），被元军追及，部将巩信为护文天祥脱险，率一部兵摆阵全部战死。文天祥退至空坑（今江西省吉安市境）被元军击败，从小路得脱。赵时赏等在赣州撤退时，被俘而死。张汴、刘钦为乱兵所杀。文天祥收集残部屯驻南岭（今广东省紫金县南），整顿军队。1278年，在潮阳与邹沨、刘子俊等部会合，军勢稍稍振作，乃进兵讨盗陈懿，陈懿战败，引元军攻潮阳，文天祥率部向海丰转移，至五坡岭（今广东省海丰县北）被俘，邹沨自杀，刘子俊被俘死，所部溃散。